# Lillsjön (Laxsjö socken, Jämtland, 708659-143933)
Lillsjön är en sjö i Krokoms kommun i Jämtland och ingår i Indalsälvens huvudavrinningsområde.